# Odbojkaški savez Bosne i Hercegovine
Odbojkaški savez Bosne i Hercegovine är Bosnien och Hercegovinas volleybollförbund. Det har sitt säte i Sarajevo och består av två delförbund, Odbojkaški savez Federacije Bosne i Hercegovine (för Federationen Bosnien och Hercegovina) och Odbojkaški savez Republike Srpske (för Serbiska republiken)
Förbundet organiserar de nationella högstaserierna i volleyboll (Premijer liga för damer och herrar) och bosniska cupen (damer och herrar). De organiserar också landslagen (dam-, herr- samt ungdomslandslag och beachvolleylandslag). De lägre serierna organiseras av delförbunden.
Det finns drygt 8 000 licensierade spelare i landet, med ungefär 2/3 damer och 1/3 herrar. Förbundet är medlem av de internationella volleybollförbunden CEV (sedan 1992) och FIVB.